# كورن غريفين
كورن غريفين (بالإنجليزية: Corn Griffin)‏ مواليد 24 يوليو 1911 في بلونتستاون، فلوريدا، الولايات المتحدة - الوفاة 09 يناير 1973، كان ملاكم محترف أمريكي صنّف ضمن فئة الوزن الثقيل بدأ مسيرته الاحترافية سنة 1931. خاض نزالا ضد جيمس جي برادوك في يونيو 1934 وخسره بالضربة الفنية.

## إحصائيات
خاض خلال مسيرته 65 نزالا، فاز في 40 وتعادل في 3 وخسر في 21. فاز بالضربة القاضية في 22 نزالا.

## روابط خارجية
- كورن غريفين على موقع بوكس ريك (الإنجليزية) (registration required)